# Kujalleq Kommune
Kommune Kujalleq "den sydlige kommune" er en nydannet kommune fra 1. januar 2009. Den er Grønlands mindste kommune. Den udgør den sydligste kommune og blev midlertidigt kaldt "Sydkommunen". Den grænser til Kommuneqarfik Sermersooq (Sermersooq Kommune). Kommunens rådhus ligger i Qaqortoq.
Den består af de tidligere Narsaq, Nanortalik og Qaqortoq kommuner. Indbyggertallet er (pr. 1.1. 2025) 6.110. Areal: 32.000 km².

## Byer og bygder i Kommune Kujalleq
| By/bygd                            | Indbyggere 2018 |
| Qaqortoq                           | 3093            |
| Narsaq                             | 1365            |
| Nanortalik                         | 1236            |
| Alluitsup Paa                      | 219             |
| Narsarsuaq                         | 124             |
| Aappilattoq                        | 111             |
| Narsaq Kujalleq                    | 71              |
| Eqalugaarsuit                      | 65              |
| Qassiarsuk                         | 46              |
| Tasiusaq                           | 42              |
| Ammassivik                         | 34              |
| Igaliku                            | 29              |
| Saarloq                            | 24              |
| Qassimiut                          | 22              |
| Upernaviarsuk (fårehold)           | 10              |
| Igaliku Kujalleq (fårehold)        | 8               |
| Qallumiut (fårehold)               | 6               |
| Qorlortorsuaq (fårehold)           | 4               |
| Fåreholdersteder ved Qassiarsuk    | 41              |
| Fåreholdersteder ved Eqalugaarsuit | 35              |
| Fåreholdersteder ved Tasiusaq      | 13              |
| Fåreholdersteder ved Narsaq        | 10              |
| Fåreholdersteder ved Qaqortoq      | 8               |
| Fåreholdersteder ved Igaliku       | 8               |